# Псевдогипоальдостеронизм
Псе́вдоги́поальдостерони́зм (по́чечный солево́й диабе́т) — генетически обусловленное нарушение реабсорбции ионов натрия в канальцах вследствие низкой чувствительности рецепторов канальцевого эпителия к альдостерону. Вместе с натрием организм теряет значительный объём жидкости (полиурия), развиваются дегидратация, солевое истощение, дистрофия. Содержание натрия в плазме крови всегда ниже 130 ммоль/л, гипонатриемия и гиповолемия стимулируют избыточную секрецию альдостерона, однако несмотря на перенапряжение минералокортикоидной функции коры надпочечников, реабсорбция натрия в почках остаётся сниженной. В суточной моче пациентов определяется 60…80 мкг альдостерона при норме около 25 мкг.
Первичные тубулопатии, проявляющиеся состоянием псевдогипоальдостеронизма, чаще обнаруживаются у детей в периоде новорожденности и грудном возрасте, у детей старшего возраста почечный солевой диабет развивается как вторичный чаще в связи с пиелонефритом.

## Лечение
Основной принцип лечения — введение достаточного количества натрия хлорида внутрь и парентерально (в соответствии с суточным выведением его с мочой. При развитии «синдрома солевого истощения» раствор натрия хлорида вводят внутривенно капельно, расчёт общего количества натрия, необходимого для коррекции гипонатриемии производят по формуле индивидуально для каждого конкретного случая.